# Hilton Waikoloa Village USTA Challenger 2003
L'Hilton Waikoloa Village USTA Challenger 2003 è stato un torneo di tennis facente parte della categoria ATP Challenger Series nell'ambito dell'ATP Challenger Series 2003. Il torneo si è giocato a Waikoloa negli Stati Uniti dal 21 al 26 gennaio 2003 su campi in cemento.

## Vincitori

### Singolare
Robby Ginepri ha battuto in finale  Neville Godwin con il punteggio di 6–3, 6–3

### Doppio
Diego Ayala /  Robert Kendrick hanno battuto in finale  Levar Harper-Griffith /  Alex Kim con il punteggio di 4–6, 7–6(2), 6–2